# Sádek (zámek)
Zámek Sádek je bývalý hrad a nyní zámek v katastru obce Čáslavice, chráněný jako kulturní památka. Nachází se na osamělém kuželovitém kopci mezi vesnicemi Kojetice a Čáslavice ve výšce 568 m n. m. v okrese Třebíč.

## Historie
Nejstarší zpráva o hradu, kdysi zvaném Ungersberg, pochází z roku 1286, kdy jej vlastnil Štěpán z Uher. Hrad byl v roce 1312 dobyt a pobořen Janem Lucemburským, protože posádka podle vyprávění Zbraslavské kroniky loupila po okolí. Od roku 1387 drželi Sádek Šternberkové a od roku 1399 Valdštejnové, kteří jej opravili. V polovině 16. století byl Sádek přestavěn na zámek v renesančním stylu. Pro účast na stavovském povstání v letech 1618–1620 byl hrad zkonfiskován a získali jej Cerboniové, kteří jej v letech 1676–1677 postoupili moravskému zemskému advokátu Bohumíru Walldorfovi. Se sestrou posledního Walldorfa se oženil František Jan Chorinský z Ledské, v majetku Chorinských z Ledské zůstal Sádek až do roku 1945.
V roce 1694 zapálil hrad blesk, objekt vyhořel a po požáru byl barokně upraven. Od té doby se podoba hradu v podstatě nezměnila. Je to čtyřkřídlá jednopatrová budova, soustředěná kolem středního obdélníkového čestného dvora. V rozích západní strany nádvoří jsou dvě malé válcové věže, opatřené schodištěm a v přízemí dveřmi, které lépe zpřístupňuji tuto část objektu. V západní části nádvoří je kaple, v jižním křídle sál s klasicistními malbami kraje. V první polovině 19. století byl zámek klasicistně upraven.
Od 30. června 2010 je zámek Sádek v soukromých rukou. Od obce Čáslavice jej zakoupil advokát Karel Muzikář za odhadovanou částku 15 milionů korun českých. Původní přibližná prodejní cena se také pohybovala mezi patnácti a dvaceti milióny korun. V roce 2019 má podle vyjádření starosty Čáslavic začít rekonstrukce hradu, která potrvá pět let. Po opravě se má hrad otevřít veřejnosti, část hradu má sloužit ubytování a část má být soukromou rezidencí.

## Etymologie
Název Sádek se pro hrad používá snad od doby, kdy byl přestavěn na zámek. Již dříve však byl zmiňován patrně zakladatel hradu Vrš ze Sádku (Vrs de Zadek). Sádek se původně psal jako Sadek a předtím[kdy?] ještě jako Zadek. Původ tohoto pojmenování však není zcela jasný. Jisté však je,[zdroj?] že vzhledem k uvedené původní podobě slova Zadek, se nejedná o zdrobnělinu slova sad.
Dříve bylo pro hrad používáno též pojmenování Ungersberk. Tento název pochází patrně ze jména majitelů, kteří hrad v jeho rané historii významně upravili. Jejich významným představitelem byl Štěpán Ungar (Ungarus) de Sadek.

## Dějiny

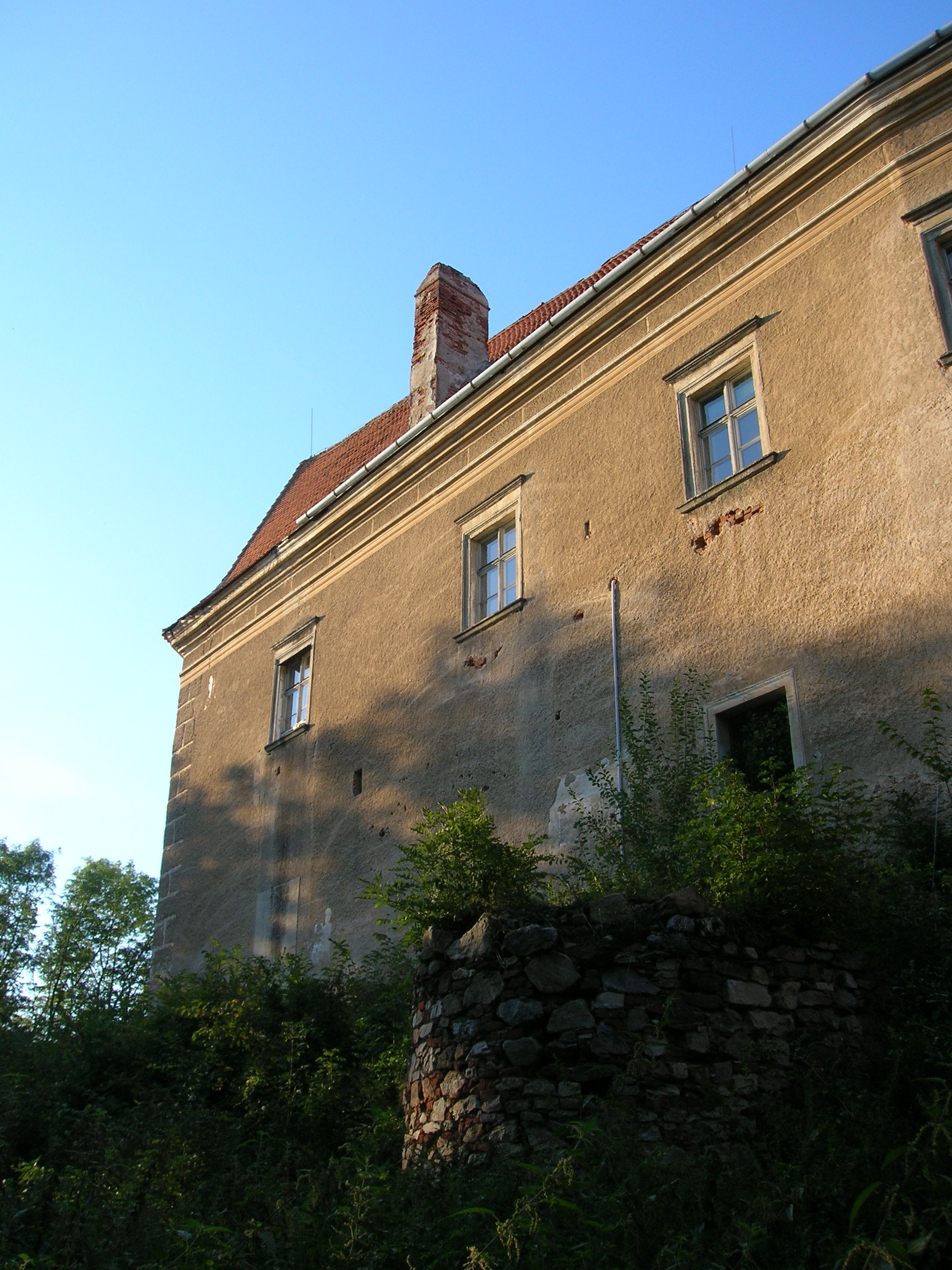
Mohutná zeď zámku

### Počátky hradu
Již ve starověku vedla kolem vrchu, na kterém se dnes nachází zámek Sádek, obchodní stezka nazývaná Haberská.
Podle některých údajů vznikl hrad Sádek již dříve. Měl být zbudován Rytířem z Kocapil (dnešní Loukovice) na místě původní dřevěné tvrze a měl být již zděný. Rytíř z Kocapil měl následně provdat svou dceru Jitku za jistého Vrše z Makové hory, který převzal hrad a začal se psát jako Vrš ze Sádku. Vrš měl následně hrad rozšířit o branskou věž. Hrad tedy měl v té době mít již dvě věže, jak je znám později. Je to však jen pověst.
Jistá zmínka o hradě pochází až z konce 13. století. Tehdy je majitelem hradu jmenován Štěpán Uher (Ungarus) de Sadek. Jeho rodina byla uherského původu. Tento sádecký pán je zmíněn kvůli ručení za Gerarda z Obřan Václavu II. V dějinách hradu je však významný tím, že s velkou pravděpodobností nechal v letech 1239 až 1286 hrad postavit. Nový hrad pak byl nazýván jako Ungersberk a Štěpánovo potomstvo se psalo z Urgensberka.
Po Štěpánu Uhrovi získal hrad Jimram z Ungersberka z rodu pánů z Boskovic, který roku 1306 připomínán jako moravský komoří. Jimram se svým bratrem v tehdejší politické situaci stranil Jindřichu Korutanskému a nechtěl uznat za krále Jana Lucemburského. Kvůli jeho postoji však byl hrad při Janově tažení na Moravu roku 1312 silou dobyt. 18 zajatců z hradu bylo následně oběšeno a samotný hrad pobořen, ne-li zcela zbořen. Jimram a jeho bratr Arkleb však zkáze snad unikli. Roku 1313 a 1318 se Jimram z Ungersberka objevuje mezi nepokojnými pány stojícími proti Janu Lucemburskému.

### Majetkové změny
V troskách ležel hrad Sádek po celý zbytek 14. století. Okolí hradu stále patřilo pánům z Ungersbeka, jedna jejich větev dokonce sídlila v nedalekém Horním Újezdě.
Roku 1349 je zmiňován Štěpán z Újezda se svým bratrem Oldřichem. Oldřich se roku 1355 spojil s bratrovými syny Štěpánem a Jimramem a společně pak sloučili rodinný majetek. Jimram z Újezda pak následně prodal Sádek a 4 lány v Kojeticích Filipovi z Jakubova jeho synovi Vznatovi. Kvůli jejich zadlužení se však Sádek dostal do majetku židů.
Židé pak majetek prodali Jaroslavovi ze Šternberka a ten následně Hynkovi z Valdštejna (též Hynek z Valdštýna). Hynek poté znovu postavil hrad a začal se psát z Valdštejna a na Sádku. Roku 1421 Hynek z Valdštejna zasedal na moravském sněmu mezi pány, kteří odsoudili Čtyři pražské artikuly.
Roku 1430 byl Sádek v nepřítomnosti majitele přepaden Hynkem z Valče, který jej dobyl. Brzy však byl získán zpět Bartošem z Mírova, díky čemuž se navrátil Sádek zpět do rukou Hynka z Valdštejna. Po něm zdědili hrad jeho bratr Zdeněk a pak syn Jan z Valdštejna.
Jan se hned roku 1437 i přes odpor svého bratra spojil na majetku s Janem z Hradce. Jan z Valdštejna zemřel bezdětný a kvůli dohodě, kterou uzavřel s Janem z Hradce, docházelo ještě dlouhou dobu ke sporům o majetek mezi potomky Zdeňka z Valdštejna a Jana z Hradce.
Hned roku 1459 se hradu ujal Zdeněk ze Šternberka a Telče a po něm Jindřich z Hradce a Telče. S prvním se dostali do sporu o majetek synové Zdeňka z Valdštejna, Hynek a Jan, roku 1460. S druhým z nich vedl roku 1464 spor Jan z Valdštejna a roku 1466 Hynek a Václav z Valdštejna ze stejných důvodů. Páni z Valdštejna tento spor nakonec vyhráli. Hynek z Valdštejna celý hrad ale nechal již roku 1481 přepsat na jistého Půtu z Lichtemburka a na Bítově, jenž Sádek držel již od roku 1475. Hrad tehdy snad získal od pánů z Telče bez ohledu na již zajištěná věna dcer těchto Valdštejnů. Kvůli přepsání majetku vedla při s Hynkem z Valdštejna jistá Alena z Valdštejna.

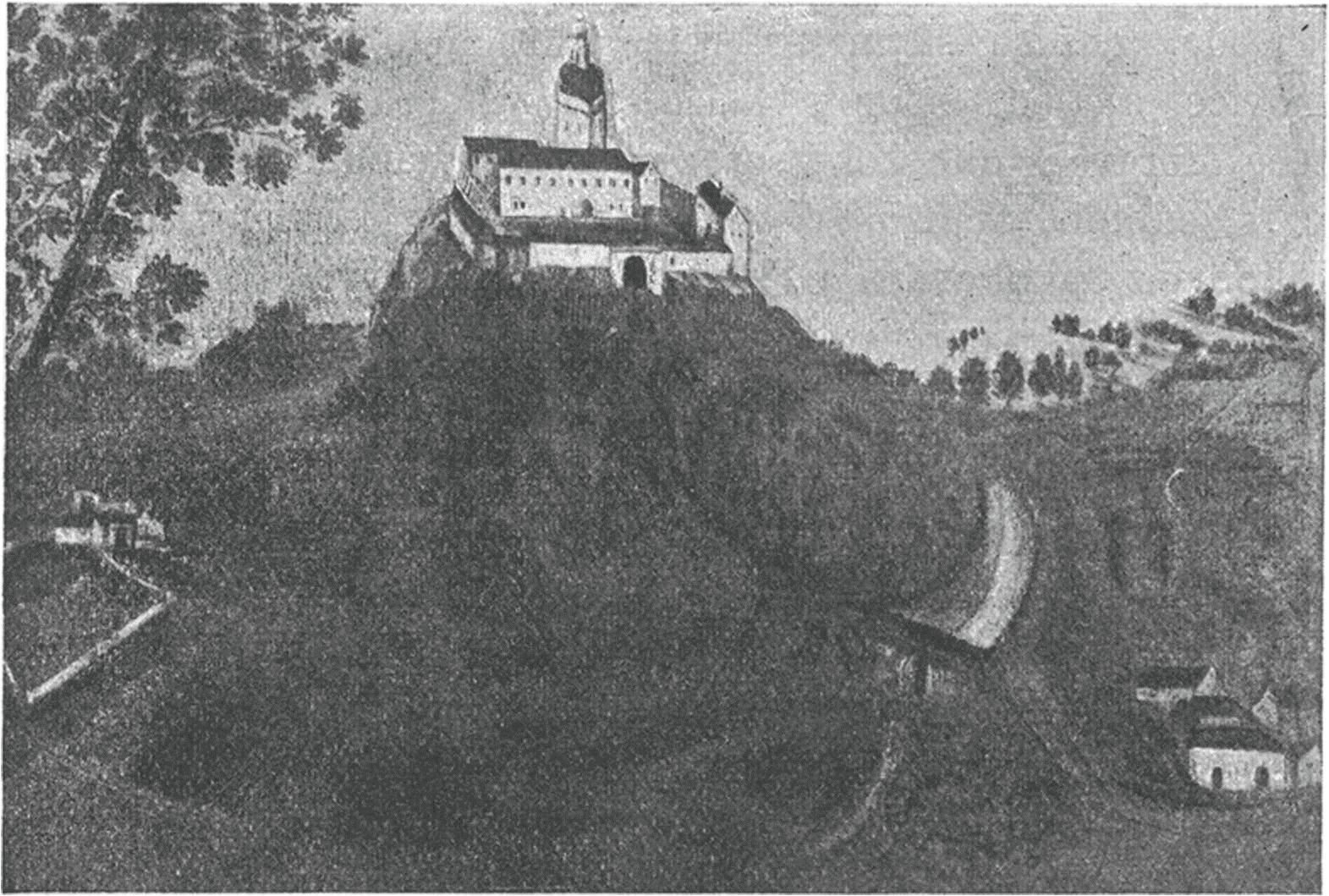
Hrad Sádek v 16. století

Půta zaměnil Sádek a další svůj majetek v jeho okolí roku 1491 za město Jemnici a vesnici Radostice s Vilémem II. z Pernštejna.
Vilém II. z Pernštejna následně přepsal hrad na svou dceru Bohunku z Pernštejna. Jejím manželem byl Jindřich z Lipé a následně Dobeš z Boskovic. Ta se roku 1519 zavázala, že majetek vrátí zpět do rukou otci, následně se tak ale nestalo. Bohunka tak žila na hradě ještě deset let po smrti Dobeše roku 1540. Během pobytu Pernštejnů na Sádku došlo také k přestavbě severního křídla. V té době však již byl hrad zastaven Burjanovi z Valdštejna a na Brtnici, po němž náležel Sádek jeho synu Zdeňkovi z Valdštejna, čímž se vrátil zpět do rukou Valdštejnů. Po Zdeňkovi zdědil hrad jeho syn Jindřich a po něm jeho syn Zdeněk Brtnický z Valdštejna a na Sádku. Ten se však stal roku 1620 účastníkem vzpoury proti králi Ferdinandovi II. a proto ztratil po bitvě na Bílé hoře veškerý majetek a jmění a prchl do ciziny.

### Obléhání Švédy a přestavba na zámek
Hrad roku 1622 zakoupil za 60 000 zlatých podplukovník Tomáš Cerboni, jenž byl roku 1630 povýšen mezi svobodné pány. Za dob jeho života obléhali Sádek Švédové, proti kterým ho hájil Vilém Dubský z Třebomyslic.
Dle místních zpráv vpadlo dne 14. června 1623 z Čech na Moravu asi na 2000 švédských jezdců, kteří táhli od Jihlavy až na Moravské Budějovice, které vyplenili a následně zamířili k hradu Sádek.
Pod vedením generálmajora Wittenberga pak dva jezdecké pluky švédské královské armády dobývali hrad od dvou hodin odpoledne až do půlnoci. Patrně se tak stalo někdy mezi 15. až 20. červnem.
Po neúspěchu u hradu se jezdectvo spokojilo alespoň s uloupením dobytka ze sádeckého dvora, vyprázdněním sýpky a zapálení 14 domů v Kojeticích. Poté vojáci odtáhli bez některých raněných k Třebíči.
Dle jisté historky odtáhli Švédové, protože očekávali příchod posil, které by je nahradily. Tuto domněnku prý způsobilo hlasitější bubnování hlásného na hradě.
Roku 1654 zdědil majetek po otci jeho syn Jan svobodný pán Cerboni, který zemřel roku 1662 a po něm byl majetek předán jeho synům Jeronýmu, Františkovi a Tomášovi. František Maria baron Cerboni přežil své bratry, stal se jediným vlastníkem a prodal zadlužený majetek roku 1678 Bohumírovi z Walldorfu.
Za jeho života pak patrně proběhla dostavba jižního křídla a hrad nabyl plného charakteru renesančního zámku.

### Valdorfové a Chorinští zLedské
Po jeho smrti přišel majetek do rukou jeho potomků z obou jeho manželství, avšak vdova po něm Marketa Kateřina z rodu Valdorfského převzala majetek smlouvou datovanou k roku 1687 pro svého syna Bohumíra Antonína, který k Sádku přikoupil roku 1695 Roketnici (nyní Rokytnice nad Rokytnou), Štěměchy a Veverku (též zvanou Valdorfka).
Po něm následoval roku 1732 jeho bratr Bohumír Ignác a jeho syn Ignác, přísedící c. k. tribunálu, jehož jedinou dceru Kajetánu si roku 1757 vzal Jan Chorinský z Ledské, c. k. komoří a rada.
Jeho syn František Kajetán, rytíř maltézský a c. k. major zdědil po vymření rodu Valdorfského celý jeho majetek včetně Sádku a několika vsí. Hrabě František Kajetán zemřel roku 1821. Po něm majetek spravoval jeho syn Bedřich (*1802) a jeho vnuk Viktor (*1838), jenž zemřel v Opatii roku 1902. Svůj majetek zanechal svým pěti synům, z nichž byl většinovým majitelem jeho nejstarší syn hrabě Bedřich, c. k. komoří. Roku 1906 žil na Sádku jeho mladší bratr, hrabě Viktor.
V držení Chorinských z Ledské byl zámek až do druhé světové války. Za těchto dob byl zámek bohatě vyzdoben a vybaven. V mnoha místnostech se nacházel starožitný nábytek a hodnotné obrazy. Mezi nimi též starobylý obraz Jana Žižky. Někteří badatelé tvrdili, že na obraze je chvalořeč na vojevůdce Žižku, ve skutečnosti se na něm však nacházela říkanka stavějící na jeho přeskládaném jméně v tehdejším pravopise, které tak tvoří slovo Kaziš.

### Druhá světová válka až současnost

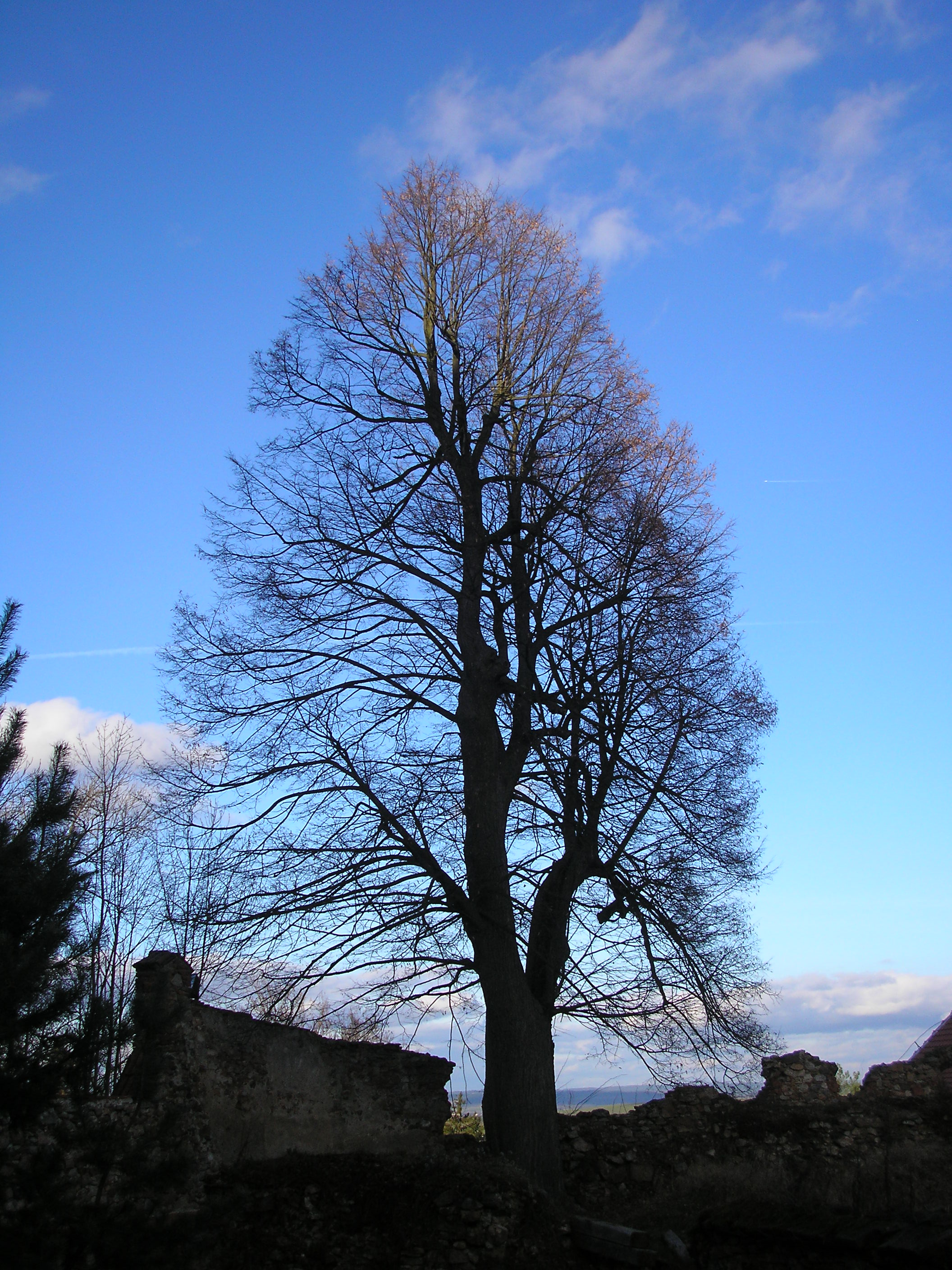
Sádecká lípa

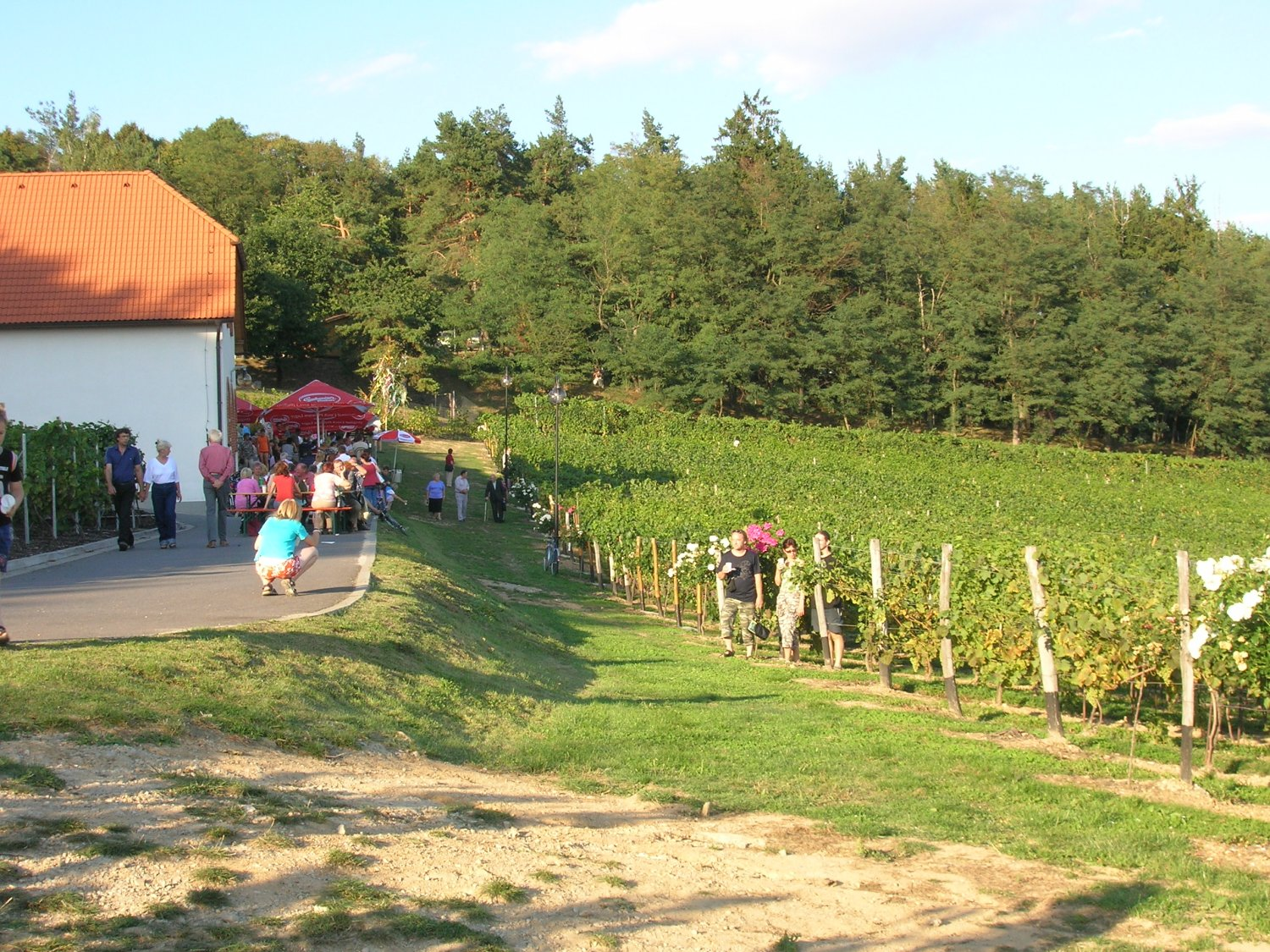
Vinohrady a restaurace v podhradí

Na podzim 1944 byl na zámku zřízen tábor pro etnické Němce z Banátu. Po skončení druhé světové války, se do budovy zámku nastěhovala základní škola ze Sádku. Do roku 2000 byla škola však pouze pro žáky druhého stupně základní školy. Po sloučení v roce 2000 se Základní školou Čáslavice změnila název na Základní škola Čáslavice – Sádek a rozšířila svojí výuku i o první stupeň. Ten však sídlil i nadále v Čáslavicích.
Důvodem pro umístění školy do budovy zámku byla především jeho výhodná poloha mezi obcemi, z kterých pocházeli žáci školy. Již tehdy byly však s polohou školy problémy, jako první škole v republice jí byla udělena výjimka volných sobot. V ostatních školách v Československu se tehdy totiž běžně vyučovalo i v sobotu.
V roce 2003 byla ke škole připojena také Mateřská škola Čáslavice a počet poboček spravovaných školou se rozrostl na šest. Od 1. září 2007 byla hlavní část školy ze zámku přemístěna do samotné obce Čáslavice. Stalo se tak především z důvodů dlouhodobé finanční náročnosti a velké zátěže obce. Posledním školním rokem, v němž se plnila povinná školní docházka na Sádku, byl rok 2006/2007.
Na hradním nádvoří stojí 250 let stará lípa srdčitá. Lípa vyhrála v roce 2006 v anketě Strom roku.
Prohlídka je možná pouze po předchozí domluvě. Na svazích kopce se ve výšce 510 m n. m. nachází viniční trať Sádek.

## Stavební vývoj
Sádek, byl vždy významnou dominantou okolí. To bylo podpořeno i jeho umístěním a mohutnou břitovou a snad i hranolovou věží.
Vstup do hradu je snad již od jeho počátků možný pouze z východní strany, na ostatních stranách je vystavěn na skále, do které je okolo celého hradu vlámán hradební příkop. Přes ten u vstupu byl postaven padací most, který byl chráněn již zmíněnou okrouhlou věží s břitem prolamujícím hradební zeď. Ta samotná byla asi dva metry vysoká a ohraničovala jádro hradu ve tvaru protáhlého mnohoúhelníku.
Z dochovaných zbytků okrouhlé věže s břitem je patrné, že tloušťka jejího zdiva byla v kruhové části 2,5 metru, vnitřní průměr věže pak byl stejný. Stěny jsou postaveny z místního tvrdého kamene. Zbytek věže je dnes rozdělen do pěti podlaží, z nichž první je části zasypáno odpadem a i zbylá tři jsou značně zdevastována. Druhá, hranolová, věž je v dnešní stavbě také patrná a to ve výšce tří podlaží. Její půdorys tvořila čtvercová podstava o hraně devět a půl metru. Podle větších rozměrů místností (až čtyři metry dlouhé stěny) se patrně jednalo o věž obytnou.
V patnáctém století byl celý hrad opět upraven, a to především zásluhou Viléma z Pernštejna. Především došlo k posílení opevnění. Sádek se tak stal moderní pevností vybudovanou podle nejmodernějších trendů v dobývání hradů. Do poloviny šestnáctého století byly také zastavěny severní a západní strana. V palácích se dodnes zachovaly původní renesanční prostory i s vloženou hranolovou věží.
Po majetkových změnách se dostává hrad do rukou Zdeňka Brtnického z Valdštejna a na Sádku, který si hrad patrně oblíbil, často zde pobýval a celou stavbu dále upravoval a rozšiřoval. Vybudoval především mohutný palác na východní straně nádvoří a následně i předbraní, které posílilo obranyschopnost hradu, která byla oslabena výstavbou renesančního paláce v nejzranitelnějším místě hradu. S palácem stále ještě také těsně sousedila okrouhlá věž.
Po požáru na konci 17. století byl hrad, nyní již zámek, přestavěn do dnešní podoby. Stavba pozbyla obou dominantních věží a k celému zámku bylo dostavěno jižní křídlo. Většina úprav proběhla za Bohumíra z Walldorfu.